# Mike Gabriel
Mike Gabriel est un réalisateur, scénariste et animateur américain né le 5 novembre 1954 à Long Beach en Californie.

## Filmographie

### Réalisateur
- 1990 : Bernard et Bianca au pays des kangourous coréalisé avec Hendel Butoy
- 1995 : Pocahontas coréalisé avec Eric Goldberg
- 2004 : Lorenzo

### Scénariste
- 1988 : Oliver et Compagnie
- 1995 : Pocahontas
- 1998 : Pocahontas 2
- 2004 : Lorenzo

### Animateur
- 1981 : Rox et Rouky
- 1982 : Fun with Mr. Future
- 1985 : Taram et le Chaudron magique
- 1986 : Basil, détective privé
- 1988 : Oliver et Compagnie
- 1995 : Pocahontas
- 2004 : The Cat That Looked at a King
- 2008 : Volt, star malgré lui

### Storyboardeur
- 1995 : Pocahontas
- 2004 : La ferme se rebelle
- 2009 : La Princesse et la Grenouille
- 2011 : Winnie l'ourson
- 2012 : Rebelle
- 2012 : Frankenweenie